# Acácalis
Acacalis, na mitologia grega, foi uma ninfa, amante de Apolo, de quem teve um filho chamado Filandro e uma filha chamada Filacis, que foram amamentados por uma cabra, cuja imagem se encontrava no templo de Delfos. 
Há uma versão que diz também ter sido chamada Dione, sendo filha de Minos e de Latona, amada por Hermes e por Apolo. Do primeiro teve um filho, Cídon, fundador da cidade cretense de Cidônia; do segundo, três: Naxo, epônimo da ilha de Naxos, Mileto e Anfitemes, conhecido também como Garamas ou Garamante. Quando esperava o último, Minos, irritado com seu procedimento, exilou-a para uma região da Líbia. É essa a origem do povo nômade dos garamantes. 